# Winnie Jensen
Winnie Jensen (født 18. november 1970) er professor og AAU ekspert for instituttet for Medicin og Sundhedsteknologi ved Aalborg universitet. Hun forsker inden for sundhedsteknologi og er en del af lederteamet ved Center for Sanse-Motorisk Interaktion (SMI). Her er hun også leder for faggruppen med fokus på neural Engineering and neurophysiology.  

## Uddannelse
Jensen fik sin Ph.d. i 2001 med afhandlingen: Muscle Afferent Signals for FES Systems.

## Forskning og Karriere
Winnie Jensen har været vejleder for Ph.d.-studerende samt udgivet mere end 130 publikationer.  Winnie Jensen har været en af frontpersonerne på EU-projektet EPIONE, hvilket stadig er aktivt (start 2017). I dette projekt testes flere forskellige metoder, der har til formål at reducere de amputeredes fantomsmerter. Disse smerter er ofte så voldsomme, at de resulterer i en markant nedsat livskvalitet. Metoderne testes ved hjælp af patientforsøg i laboratorier på Aalborg Universitet og Aalborg Universitetshospital. 
I 2014 var Winnie Jensen en del af det forsker team der fik udviklet en protese hånd, med tovejskommunikation. I dette projekt var Winnie projektkoordinator på udviklingen af de implanterbare elektroder.  
Winnie Jensen fik i 2016 tildelt Vanførefondens Forskerpris, hvilken uddeles til en forsker, der gennem sin forskning bidrager til at begrænse forekomsten af fysisk handicap på grund af sygdom, medfødte lidelser eller tilskadekomst. Jensen blev indstillet til prisen af Kim Dremstrup, leder af Institut for Medicin og Sundhedsteknologi ved Aalborg universitet.  